# Le Prélude

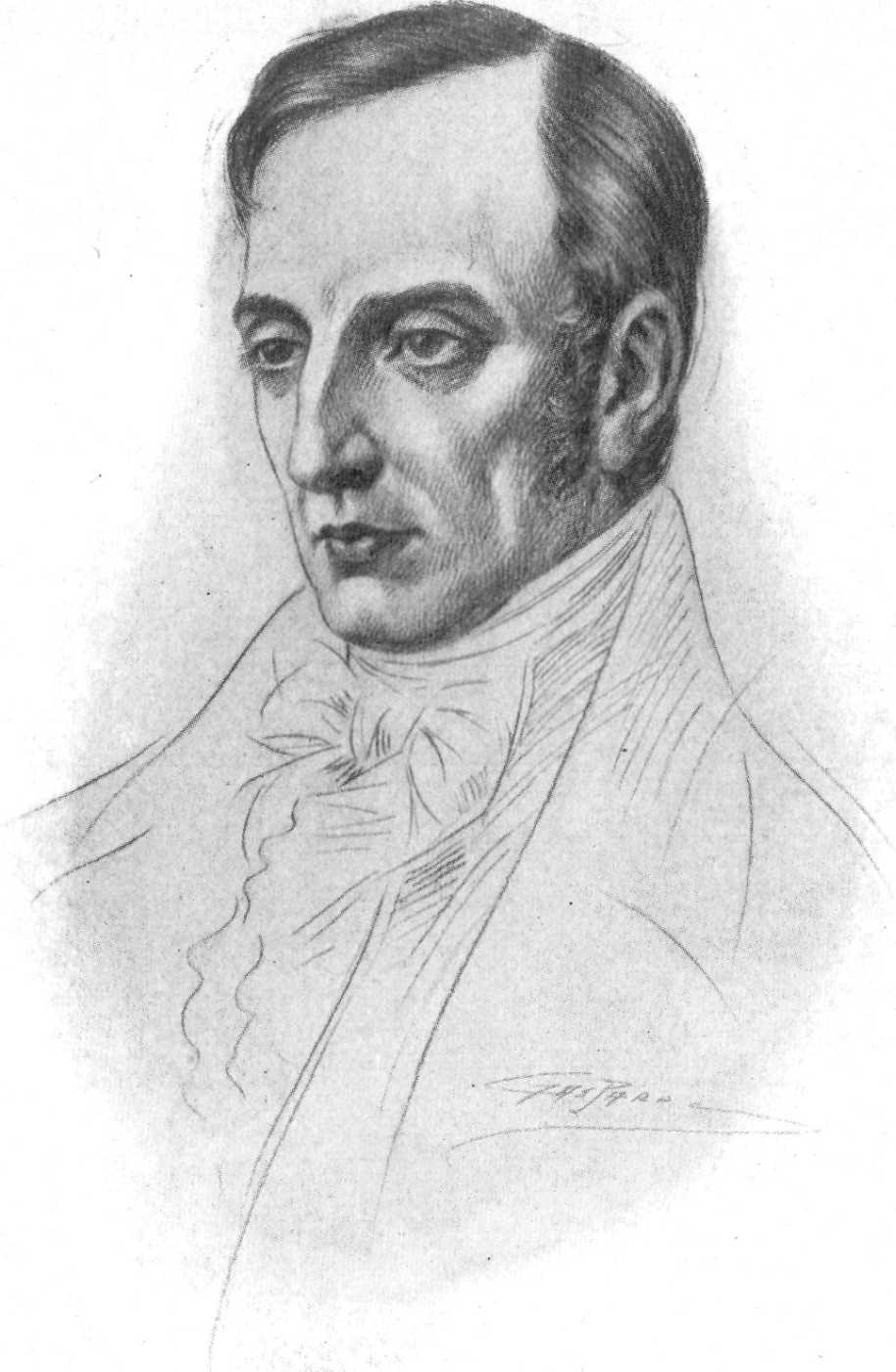
Portrait de William Wordsworth.

Le Prélude (The Prelude or, Growth of a Poet's Mind; An Autobiographical Poem) est un poème autobiographique en vers blancs du poète britannique William Wordsworth. Il commence à l'écrire en 1798 à l'âge de 28 ans et y a travaillé toute sa vie. Il ne lui a jamais donné de titre. Il comporte au total 8 000 vers. Il n'a été publié en totalité que trois mois après sa mort en 1850.
Ce texte est considéré comme l'œuvre principale de Wordsworth. C'est à la fois un roman d'éducation en vers, et un récit centré sur l'histoire de l'écriture du poète. Il est organisé en 14 sections.
Le premier logo de la société Apple comportait un segment de ce poème : « Newton… A mind forever voyaging through strange seas of thought… alone » (Newton… Un esprit voyageant pour toujours de par les mers étranges de la pensée… seul).

## Versions
Il existe trois versions de ce poème :
- 1799 : contient les deux premières parties[3]
- 1805 : édité par Ernest de Sélincourt en 1926
- 1850 : publié par la veuve de Wordsworth[4]